# Amorphotheca
Amorphotheca — рід грибів родини Amorphothecaceae. Назва вперше опублікована 1969 року.

## Класифікація
До роду Amorphotheca відносять 1 вид:
- Amorphotheca resinae